# Quark (formaggio)

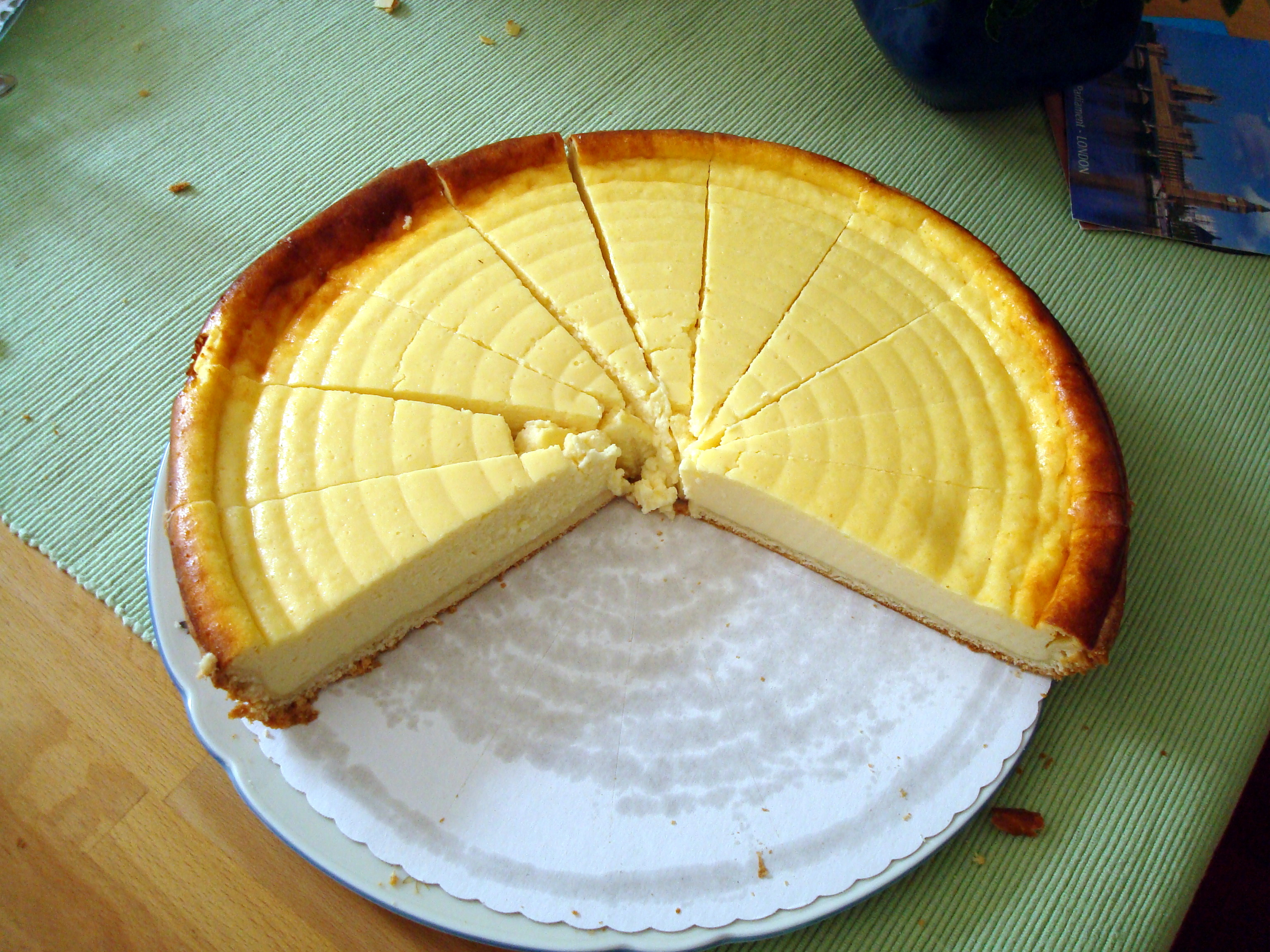
Una cheesecake, la torta di formaggio diffusa in America e Germania (dove è chiamata Käsekuchen)

Il quark (detto anche "formaggio bianco" in Germania (Weißkäse) e in Polonia (Ser biały), o in Baviera e Austria Topfen) è un tipo di formaggio fresco prodotto dal latte vaccino pastorizzato.
In Germania l'aspetto è simile a quello della ricotta, anche se i due latticini non vanno confusi; alcuni tipi di quark (soprattutto se miscelati a yogurt) hanno una consistenza semiliquida. Il quark viene spesso usato come ingrediente in pasticceria. In passato il termine italiano ricotta veniva tradotto in tedesco con Quark; in seguito all'affermazione dei prodotti alimentari italiani in Germania, è diventato di uso comune anche il termine Ricotta (con l'iniziale maiuscola, come si usa per i nomi comuni in lingua tedesca).
Il termine Quark è documentato fin dal XIV secolo e proviene dai termini in alto tedesco medio twarc, quarg, zwarg che a loro volta hanno origine dal sorabo twarog, riscontrabile in altre lingue come il polacco (twaróg), il russo (творог, tvorog), il ceco (tvaroh) e l'ungherese (túró). Un'ulteriore provenienza anteriore al XIV secolo è sconosciuta.
Altre denominazioni che è possibile trovare in Germania sono Topfkäse, Glumse (Prussia orientale), Matte (Assia settentrionale e centrale), Sibbkäs (Assia meridionale), Matz (Germania centrale), Bibbeleskäs (Baden), Luggeleskäs (Württemberg), Klatschkies (Renania), mentre in Carinzia (Austria) viene chiamato Schotten.
Per la produzione, il latte viene fatto fermentare con l'aggiunta di batteri inacidenti e/o caglio. Ciò fa coagulare la caseina del latte e la separa dalla parte liquida, il siero di latte. Il siero viene poi separato comprimendo in teli la massa cagliata e lasciandolo gocciolare (nella produzione industriale il siero viene separato tramite centrifughe). Il prodotto viene poi fatto passare attraverso un fine setaccio ed eventualmente arricchito con panna, in quantità adeguata al contenuto di sostanze grasse che si vuole raggiungere nel prodotto finito (in Germania sono disponibili in commercio quark con un contenuto di grasso del 10%, 20% e 40% sul secco). Industrialmente, il quark può essere prodotto anche con il sistema dell'ultrafiltrazione oppure dell'acidificazione a bassa temperatura.
Il quark ha un elevato contenuto di proteine (da circa il 10% fino al 20%, di cui l'80% caseina e 20% proteine del siero), calcio e fosfato; il fosfato però è d'ostacolo all'assimilazione del calcio nel corpo. Il quark viene consumato fresco oppure utilizzato in cucina (la torta al formaggio viene fatta con il quark). In Austria viene prodotto anche un quark con un ridotto tasso d'acqua, detto gepresster Topfen oppure Bröseltopfen, che è più adatto per la cheesecake. Negli USA la torta al formaggio locale è a base di ricotta oppure di cream cheese.